# Bajgiel

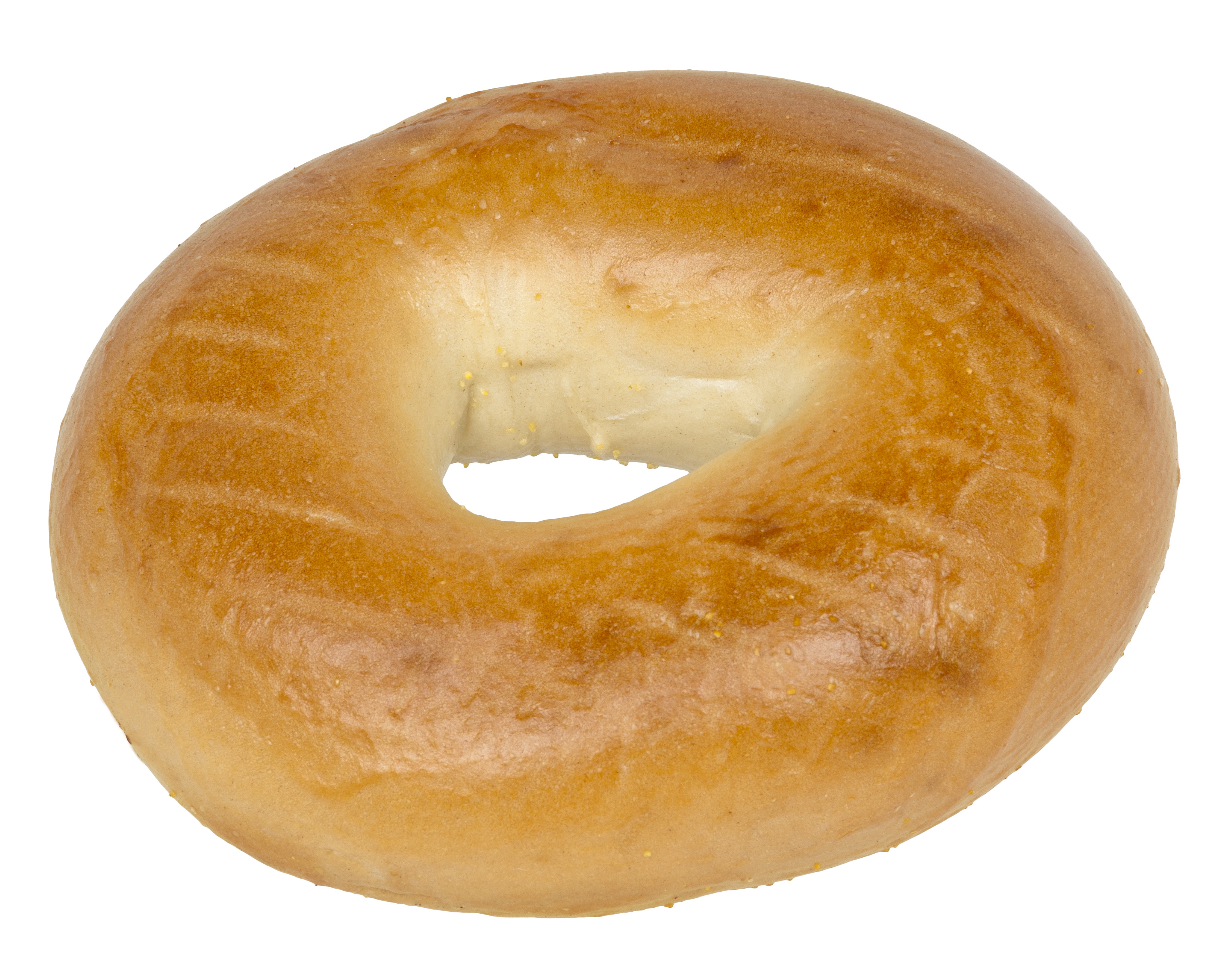
Bajgiel

Bajgiel (jid. ‏בייגל‎, w wymowie dialektalnej bajgl, w wymowie standardowej bejgl; por. niem. Beugel „rogal”) – żydowskie pieczywo wypiekane od XVII wieku. Często bywa mylony z obwarzankiem.
Jest to rodzaj drożdżowej bułki w kształcie pierścienia, o zwartym miąższu i miękkiej skórce. Swoją konsystencję zawdzięcza krótkiemu czasowi wyrastania ciasta oraz temu, że przed pieczeniem wkłada się go na kilka sekund do wrzącej wody. Bajgle posypane są czasem makiem, sezamem lub płatkami suszonej cebuli. Wytwarza się także słodkie odmiany, często z dodatkiem rodzynek i cynamonu.
Bajgiel został wymyślony w Europie Środkowej w Polsce, prawdopodobnie w Krakowie, jak wskazuje dokument z 1610 r. wzmiankujący bajgle jako prezenty dawane kobietom po urodzeniu dziecka. Inne, częste wyjaśnienie pochodzenia bajgla głosi, że przybył on do Polski jako prezent z Wiednia, na cześć zwycięstwa króla Jana Sobieskiego nad Turkami w 1683 r.
Ok. 1900 r. żydowscy emigranci z Polski przenieśli bajgle na Manhattan. Piekarze do 1950 r. wyrabiali je ręcznie, później zaczęto je produkować maszynowo, co umożliwiło szybką, opłacalną produkcję żydowskiego pieczywa.
W 1927 r. pochodzący z Siedliszcza pod Chełmem piekarz Harry Lender (Henryk Lender) wyemigrował z Lublina i przybył do New Haven w Connecticut, gdzie założył pierwszą w Stanach Zjednoczonych fabrykę bajgli poza Nowym Jorkiem. Jego firma jako pierwsza wyprodukowała mrożone bajgle, a wprowadzając bajgle do supermarketów rozpowszechniła je wśród mas.
Obecnie dwa miasta znane są z wyrobu bajgli: Nowy Jork i Montreal; w Nowym Jorku bajgle są tak popularne, że wypadki przy ich krojeniu są jedną z częstszych przyczyn przyjęć na ostry dyżur.